# Spin kick
Spin kick är en spark inom kampsport av akrobatisk typ.
Spin kick innebär att den (för exemplet högerfotade våldsverkaren) sätter fram sin högra fot, roterar höfterna och vänder hela kroppen 180 grader (ett halvt varv) motsols till dess att ryggen pekar mot målet.
Därefter roterar man en bit till, lyfter vänster ben och viker in vänster knä, och skjuter sedan ifrån med höger ben, låter vänsterbenet vrida runt i luften för att vinna kraft i sparken, utan att träffa med vänstern.
Sedan sparkar man - fortfarande i luften - med högerfoten.
På engelska kallas en spin kick även för Tornado Kick eller Jump inside kick.